# Сунден, Рикард
Рикард Сунден (швед. Rikard Sundén; родился 5 мая 1981 года, Фалун, Швеция) — шведский музыкант, продюсер, гитарист и бэк-вокалист хэви-пауэр-метал-группы Civil War, бывший гитарист групп Sabaton и Deals Death.

Недавно был заключён под стражу из-за домогательств в сторону подруги своей дочери. А также, на его жестком диске были обнаружены материалы сексуального характера с участием несовершеннолетних детей.

## Биография
Родился 5 мая 1981 года в шведском городке Фалун.
До 1999 года участвовал в дет-метал-группе Aeon.
В 1999 году бывшие участники Aeon сформировали новую пауэр-метал-группу Sabaton, в которой Рикард стал ритм-гитаристом. Участвовал в этой группе до 2012 года, когда после записи альбома Carolus Rex лидер группы, Пэр Сундстрём, выгнал из группы гитаристов Рикарда и Оскара Монтелиуса, ударника Даниеля Муллбака и клавишника Даниеля Мюра. Рикарда заменил Крис Рёланд, гитарист групп Nocturnal Rites и TME. Чуть позже, покинувшие Sabaton музыканты основали новый проект Civil War, в который пригласили музыкантов из группы Astral Doors. В данный момент группа уже успела записать 2 своих студийных альбома и несколько других релизов.

## Инструменты
Рикард использует, в основном, электрогитары производства таких фирм, как Fender, Ibanez и некоторых других.